# Medalles del Cercle d'Escriptors Cinematogràfics de 2021
La cerimònia de lliurament de les medalles del Cercle d'Escriptors Cinematogràfics de 2021 va tenir lloc el 9 de febrer de 2022. És considerada com la 77a edició de aquestes medalles, atorgades per primera vegada en 1945 pel Cercle d'Escriptors Cinematogràfics (CEC). Els premis tenien per finalitat distingir als professionals, estudiosos i difusors del cinema espanyol i —en menor mesura— del d'altres països pel seu treball durant l'any 2021. La cerimònia es va celebrar al Palacio de la Prensa de Madrid i va ser presentada pels actors Assumpta Serna i Scott Cleverdon. En acabar la gala es va projectar la pel·lícula A Hero (Ghahreman) d'Asghar Farhadi.
Les nominacions van ser anunciades el 14 de gener de 2022 amb El buen patrón liderant les nominacions amb tretze, seguida per Maixabel amb vuit, Love Gets a Room amb set i Madres paralelas amb sis.
Les medalles especials foren anunciades l'1 de febrer de 2022, mentre que la medalla d'honor per María José Alfonso en honor a la seva carrera fou anunciada el 7 de febrer, dos dies abans de la cerimònia.

## Múltiples nominacions i premis per pel·lícula
| Pel·lícula               | Nominacions | Premis |
| ------------------------ | ----------- | ------ |
| El buen patrón           | 13          | 2      |
| Maixabel                 | 8           | 2      |
| Love Gets a Room         | 7           | 6      |
| Madres paralelas         | 6           | 0      |
| Libertad                 | 5           | 1      |
| Las leyes de la frontera | 4           | 2      |
| Chavalas                 | 4           | 0      |
| La vida era eso          | 2           | 1      |
| Quién lo impide          | 1           | 1      |
| La hija                  | 2           | 0      |
| 100 días con la tata     | 2           | 0      |
| Ama                      | 2           | 0      |

## Medalles competitives
| Millor pel·lícula | Millor director |
| --- | --- |
| - Love Gets a Room - El buen patrón - Maixabel - Las leyes de la frontera - Libertad | - Rodrigo Cortés — Love Gets a Room - Icíar Bollaín — Maixabel - Fernando León de Aranoa — El buen patrón - Manuel Martín Cuenca — La hija - Pedro Almodóvar — Madres paralelas                                  |
| Millor actor | Millor actriu |
| - Javier Bardem — El buen patrón - Luis Tosar — Maixabel - Javier Gutiérrez — La hija - Eduard Fernández — Mediterráneo                                                                                                | - Blanca Portillo — Maixabel - Petra Martínez — La vida era eso - Clara Rugaard — Love Gets a Room - Penélope Cruz — Madres paralelas                                                                            |
| Millor actor secundari | Millor actriu secundària |
| - Urko Olazabal — Maixabel - Manolo Solo — El buen patrón - Celso Bugallo — El buen patrón - Chechu Salgado — Las leyes de la frontera                                                                                 | - Nora Navas — Libertad - Milena Smit — Madres paralelas - Sonia Almarcha — El buen patrón - Carolina Yuste — Chavalas                                                                                           |
| Millor actor revelació | Millor actriu revelació |
| - Chechu Salgado — Las leyes de la frontera - Óscar de la Fuente — El buen patrón - Tarik Rmili — El buen patrón - Jorge Motos — Lucas                                                                                 | - Almudena Amor — El buen patrón - Nicolle García — Libertad - Tamara Casellas — Ama - Ángela Cervantes Sorribas — Chavalas                                                                                      |
| Millor guió original | Millor guió adaptat |
| - Rodrigo Cortés i David Safier — Love Gets a Room - Isa Campo i Icíar Bollaín — Maixabel - Fernando León de Aranoa — El buen patrón - Marina Rodríguez Colás — Chavalas                                               | - Jorge Guerricaechevarría i Daniel Monzón — Las leyes de la frontera - Benito Zambrano — Pan de limón con semillas de amapola - Agustí Villaronga — El ventre del mar - Nuria Dunjó i Júlia de Paz Solvas — Ama |
| Millor llargmetratge documental | Millor pel·lícula estrangera |
| - Quién lo impide — Jonás Trueba - 100 días con la Tata — Miguel Ángel Muñoz - España, la primera globalización — José Luis López-Linares - Medjugorje, la película — Jesús García Colomer i Borja Martínez-Echevarría | - Una altra ronda () — Thomas Vinterberg - West Side Story () — Steven Spielberg - Minari: Història de la meva família () — Lee Isaac Chung - Nomadland () — Chloé Zhao                                          |
| Millor música | Millor llargmetratge d’animació |
| - Víctor Reyes — Love Gets a Room - Zeltia Montes — El buen patrón - Alberto Iglesias — Maixabel - Alberto Iglesias — Madres paralelas                                                                                 | - Valentina - Chelo Loureiro - Gora automatikoa - Esaú Dharma, David Galán Galindo i Pablo Vara - Mironins- Mikel Mas Bilbao i Txesco Montalt - Salvar el árbol (Zutik!) d'Iker Álvarez i Hauzea Pastor          |
| Millor fotografia | Millor muntatge |
| - Rafael García — Love Gets a Room - José Luis Alcaine — Madres paralelas - Pau Esteve Birba — El buen patrón - Gris Jordana — Libertad                                                                                | - Rodrigo Cortés — Love Gets a Room - Nacho Ruiz Capillas — Maixabel - Vanessa Marimbert — El buen patrón - Teresa Font Guiteras — Madres paralelas                                                              |
| Millor director revelació | |
| - David Martín de los Santos — La vida era eso (ex aequo) - Miguel Ángel Muñoz — 100 días con la Tata (ex aequo) - Carol Rodríguez Colás — Chavalas - Clara Roquet — Libertad                                          | |
| Medalla d'honor | |
| A l'actriu María José Alfonso | |
| Medalla a la labor de promoció del cinema | |
| Carlos Rodrigo Pascual per pel seu esforç com a redactor de d'articles cinematogràfiques a la Viquipèdia en castellà.                                                                                                  | |
| Medalla a la labor periodística | |
| Javier Ocaña, pel seu llibre De Blancanieves a Kurosawa: La aventura de ver cine con los hijos (Ed. Península) | |
| Medalla a la solidaritat (ficció) | |
| Mediterráneo (ficció) 100 días con la Tata (no ficció) | |